# For Those About to Rock World Tour
For Those About to Rock World Tour bylo koncertní turné australské hardrockové skupiny AC/DC, které sloužilo jako propagace studiového alba For Those About Rock. Jednalo se poslední turné skupiny s bubeníkem Philem Ruddem až do roku 1996, kdy se do skupiny vrátil.

## Setlist
1. „Hells Bells“
2. „Shot Down in Flames“
3. „Sin City“
4. „Shoot to Thrill“
5. „Back in Black“
6. „Bad Boy Boogie“
7. „Rock and Roll Ain't Noise Pollution“
8. „The Jack“
9. „Highway to Hell“
10. „Let's Get It Up“
11. „Dirty Deeds Done Dirt Cheap“
12. „Whole Lotta Rosie“
13. „Let There Be Rock“

Přídavek:
1. „You Shook Me All Night Long“
2. „For Those About to Rock (We Salute You)“
3. „T.N.T.“

## Sestava
AC/DC
- Brian Johnson – (zpěv)
- Angus Young – (sólová kytara)
- Malcolm Young – (doprovodná kytara, doprovodné vokály)
- Cliff Williams – (baskytara, doprovodné vokály)
- Phil Rudd – (bicí)

## Turné v datec
| Datum              | Město                 | Stát            | Místo                             |
| Severní Amerika    | Severní Amerika       | Severní Amerika | Severní Amerika                   |
| ------------------ | --------------------- | --------------- | --------------------------------- |
| 14. listopadu 1981 | Detroit               | Spojené státy   | Cobo Hall                         |
| 15. listopadu 1981 | Detroit               | Spojené státy   | Cobo Hall                         |
| 16. listopadu 1981 | Detroit               | Spojené státy   | Cobo Hall                         |
| 17. listopadu 1981 | Milwaukee             | Spojené státy   | MECCA Arena                       |
| 19. listopadu 1981 | Rosemont              | Spojené státy   | Rosemont Horizon                  |
| 20. listopadu 1981 | Rosemont              | Spojené státy   | Rosemont Horizon                  |
| 21. listopadu 1981 | Rosemont              | Spojené státy   | Rosemont Horizon                  |
| 22. listopadu 1981 | Bloomington           | Spojené státy   | Met Center                        |
| 23. listopadu 1981 | Bloomington           | Spojené státy   | Met Center                        |
| 25. listopadu 1981 | Cincinnati            | Spojené státy   | Riverfront Coliseum               |
| 26. listopadu 1981 | St. Louis             | Spojené státy   | Checkerdome                       |
| 28. listopadu 1981 | Indianapolis          | Spojené státy   | Market Square Arena               |
| 29. listopadu 1981 | Richfield             | Spojené státy   | Richfield Coliseum                |
| 30. listopadu 1981 | Lexington             | Spojené státy   | Rupp Arena                        |
| 2. prosince 1981   | New York City         | Spojené státy   | Madison Square Garden             |
| 3. prosince 1981   | Hartford              | Spojené státy   | Hartford Civic Center             |
| 4. prosince 1981   | Providence            | Spojené státy   | Providence Civic Center           |
| 5. prosince 1981   | Providence            | Spojené státy   | Providence Civic Center           |
| 6. prosince 1981   | East Rutherford       | Spojené státy   | Brendan Byrne Arena               |
| 7. prosince 1981   | Filadelfie            | Spojené státy   | The Spectrum                      |
| 8. prosince 1981   | Filadelfie            | Spojené státy   | The Spectrum                      |
| 10. prosince 1981  | Toronto               | Kanada          | Maple Leaf Gardens                |
| 11. prosince 1981  | Toronto               | Kanada          | Maple Leaf Gardens                |
| 12. prosince 1981  | Montréal              | Kanada          | Montreal Forum                    |
| 14. prosince 1981  | Boston                | Spojené státy   | Boston Garden                     |
| 15. prosince 1981  | Boston                | Spojené státy   | Boston Garden                     |
| 16. prosince 1981  | Rochester             | Spojené státy   | Rochester Community War Memorial  |
| 17. prosince 1981  | Rochester             | Spojené státy   | Rochester Community War Memorial  |
| 20. prosince 1981  | Landover              | Spojené státy   | Capital Centre                    |
| 21. prosince 1981  | Landover              | Spojené státy   | Capital Centre                    |
| Severní Amerika    |                       |                 |                                   |
| 17. ledna 1982     | Birmingham            | Spojené státy   | Birmingham–Jefferson Civic Center |
| 18. ledna 1982     | Nashville             | Spojené státy   | Nashville Municipal Auditorium    |
| 19. ledna 1982     | Memphis               | Spojené státy   | Mid-South Coliseum                |
| 20. ledna 1982     | Atlanta               | Spojené státy   | The Omni                          |
| 21. ledna 1982     | Atlanta               | Spojené státy   | The Omni                          |
| 23. ledna 1982     | Baton Rouge           | Spojené státy   | Riverside Centroplex              |
| 24. ledna 1982     | Mobile                | Spojené státy   | Mobile Municipal Auditorium       |
| 27. ledna 1982     | Pembroke Pines        | Spojené státy   | Hollywood Sportatorium            |
| 28. ledna 1982     | Lakeland              | Spojené státy   | Lakeland Civic Center             |
| 29. ledna 1982     | Lakeland              | Spojené státy   | Lakeland Civic Center             |
| 1. února 1982      | Dallas                | Spojené státy   | Reunion Arena                     |
| 2. února 1982      | Dallas                | Spojené státy   | Reunion Arena                     |
| 3. února 1982      | Houston               | Spojené státy   | The Summit                        |
| 4. února 1982      | Houston               | Spojené státy   | The Summit                        |
| 7. února 1982      | Salt Lake City        | Spojené státy   | Salt Palace                       |
| 9. února 1982      | Seattle               | Spojené státy   | Seattle Coliseum                  |
| 10. února 1982     | Seattle               | Spojené státy   | Seattle Coliseum                  |
| 11. února 1982     | Seattle               | Spojené státy   | Seattle Coliseum                  |
| 12. února 1982     | Seattle               | Spojené státy   | Seattle Coliseum                  |
| 14. února 1982     | Daly City             | Spojené státy   | Cow Palace                        |
| 15. února 1982     | Daly City             | Spojené státy   | Cow Palace                        |
| 16. února 1982     | Daly City             | Spojené státy   | Cow Palace                        |
| 18. února 1982     | Denver                | Spojené státy   | McNichols Sports Arena            |
| 19. února 1982     | Denver                | Spojené státy   | McNichols Sports Arena            |
| 21. února 1982     | Los Angeles           | Spojené státy   | Los Angeles Memorial Sports Arena |
| 22. února 1982     | Los Angeles           | Spojené státy   | Los Angeles Memorial Sports Arena |
| 23. února 1982     | Los Angeles           | Spojené státy   | Los Angeles Memorial Sports Arena |
| 25. února 1982     | Phoenix               | Spojené státy   | Compton Terrace                   |
| Asie               |                       |                 |                                   |
| 4. června 1982     | Ósaka                 | Japonsko        | Festival Hall                     |
| 6. června 1982     | Ósaka                 | Japonsko        | Expo Hall                         |
| 8. června 1982     | Kjóto                 | Japonsko        | Kaikan Hall                       |
| 9. června 1982     | Nagoja                | Japonsko        | Shi Kokaido Hall                  |
| 10. června 1982    | Tokio                 | Japonsko        | Nippon Budokan                    |
| Evropa             |                       |                 |                                   |
| 29. září 1982      | Birmingnham           | Anglie          | National Exhibition Centre        |
| 30. září 1982      | Birmingnham           | Anglie          | National Exhibition Centre        |
| 1. října 1982      | Leeds                 | Anglie          | Queens Hall                       |
| 3. října 1982      | Manchester            | Anglie          | Manchester Apollo                 |
| 4. října 1982      | Newcastle             | Anglie          | Newcastle City Hall               |
| 5. října 1982      | Newcastle             | Anglie          | Newcastle City Hall               |
| 6. října 1982      | Newcastle             | Anglie          | Newcastle City Hall               |
| 8. října 1982      | Glasgow               | Skotsko         | Apollo Theatre                    |
| 9. října 1982      | Glasgow               | Skotsko         | Apollo Theatre                    |
| 10. října 1982     | Edinburgh             | Skotsko         | Edinburgh Playhouse               |
| 11. října 1982     | Edinburgh             | Skotsko         | Edinburgh Playhouse               |
| 13. října 1982     | Londýn                | Anglie          | Hammersmith Odeon                 |
| 14. října 1982     | Londýn                | Anglie          | Hammersmith Odeon                 |
| 15. října 1982     | Londýn                | Anglie          | Hammersmith Odeon                 |
| 16. října 1982     | Londýn                | Anglie          | Hammersmith Odeon                 |
| 18. října 1982     | Londýn                | Anglie          | Wembley Arena                     |
| 19. října 1982     | Londýn                | Anglie          | Wembley Arena                     |
| 21. října 1982     | Ballsbridge           | Irsko           | Royal Dublin Society Arena        |
| 22. října 1982     | Ballsbridge           | Irsko           | Royal Dublin Society Arena        |
| Evropa             |                       |                 |                                   |
| 26. listopadu 1982 | Norimberk             | Německo         | Messezentrum                      |
| 27. listopadu 1982 | Frankfurt nad Mohanem | Německo         | Festhalle Frankfurt               |
| 28. listopadu 1982 | Mnichov               | Německo         | Olympiahalle                      |
| 30. listopadu 1982 | Lyon                  | Francie         | Palais des Sports de Gerland      |
| 1. prosince 1982   | Dijon                 | Francie         | Parc Expo                         |
| 2. prosince 1982   | Avignon               | Francie         | Parc Exposition De Chateaublanc   |
| 4. prosince 1982   | Paříž                 | Francie         | Rothonde Du Borget                |
| 6. prosince 1982   | Brusel                | Belgie          | Vorst Nationaal                   |
| 9. prosince 1982   | Kolín nad Rýnem       | Německo         | Sporthalle                        |
| 10. prosince 1982  | Dortmund              | Německo         | Westfalenhalle                    |
| 12. prosince 1982  | Curych                | Švýcarsko       | Hallenstadion                     |
| 13. prosince 1982  | Saint-Étienne         | Francie         | Parc Expo                         |
| 15. prosince 1982  | Nantes                | Francie         | Stade de la Beaujoire             |
| 20. prosince 1982  | Lille                 | Francie         | Stadium Nord Lille Métropole      |